# Jan van der Wiel
Jan van der Wiel (Breda, 31 de mayo de 1892-La Haya, 24 de noviembre de 1962) fue un deportista neerlandés que compitió en esgrima, especialista en la modalidad de sable. Participó en tres Juegos Olímpicos de Verano entre los años 1920 y 1928, obteniendo dos medallas, bronce en Amberes 1920 y bronce en París 1924.

## Palmarés internacional
| Juegos Olímpicos | Juegos Olímpicos  | Juegos Olímpicos  | Juegos Olímpicos  |
| Año              | Lugar             | Medalla           | Prueba            |
| ---------------- | ----------------- | ----------------- | ----------------- |
| 1920             | Amberes (Bélgica) | Medalla de bronce | Sable por equipos |
| 1924             | París (Francia)   | Medalla de bronce | Sable por equipos |